# Мисури (река)
Мисури (енгл. Missouri River) је река која протиче кроз САД. Најдужа река је у САД.Дуга је 3.768 km. Мисури извире у држави Монтана. Река настаје у близини града Три Форкс спајањем три изворне речице Џеферсон, Медисон и Галатин. Рачунајући и изворне реке Мисури је дугачка око 4.376 km. Протиче кроз америчке савезне државе Монтану, Северну Дакоту, Јужну Дакоту, Небраску, Ајову, Канзас и Мисури. Улива се у Мисисипи недалеко од Сент Луиса. Мисури је плован у доњем делу. Има веома велики хидроенергетски потенцијал, и важан је за наводњавање. Мисисипи и Мисури као његова притока чине четврту по величини реку у свету. У 20. веку на горњем току реке саграђено је шест великих вештачких језера за воду.

## Опис
Мисури, Kícpaarukstiʾчије поречје обухвата шестину северноамеричког континента, настаје у Стеновитим планинама спајањем три реке, Мадисон, Џеферсон и Галатин крај града Три Форкс у америчкој савезној држави Монтани. У горњем току првобитно тече планинским кањонима те ствара бројне брзаке и водопаде искориштене за производњу електричне енергије. Низински ток започиње код града Грејт Фолс, некада крајње пловне границе реке. Бројне хидроелектране и вештачка језера обележавају низински ток кроз државе Северну и Јужну Дакоту (језера Сакакавеа, Шарп, Форт Пек, Франсис Кејс, Луис и Кларк, Оахе и бране Биг Бенд, Форт Пек, Форт Рандал, Гарисон, Оахе). Надимак реке је „Big Muddy” (велики блатњави) и такође „Dark River”" (тамна река) услед велике количине муља. Најпрометнији је доњи део тока од Канзас Ситија до Сент Луиса.